# Ataya

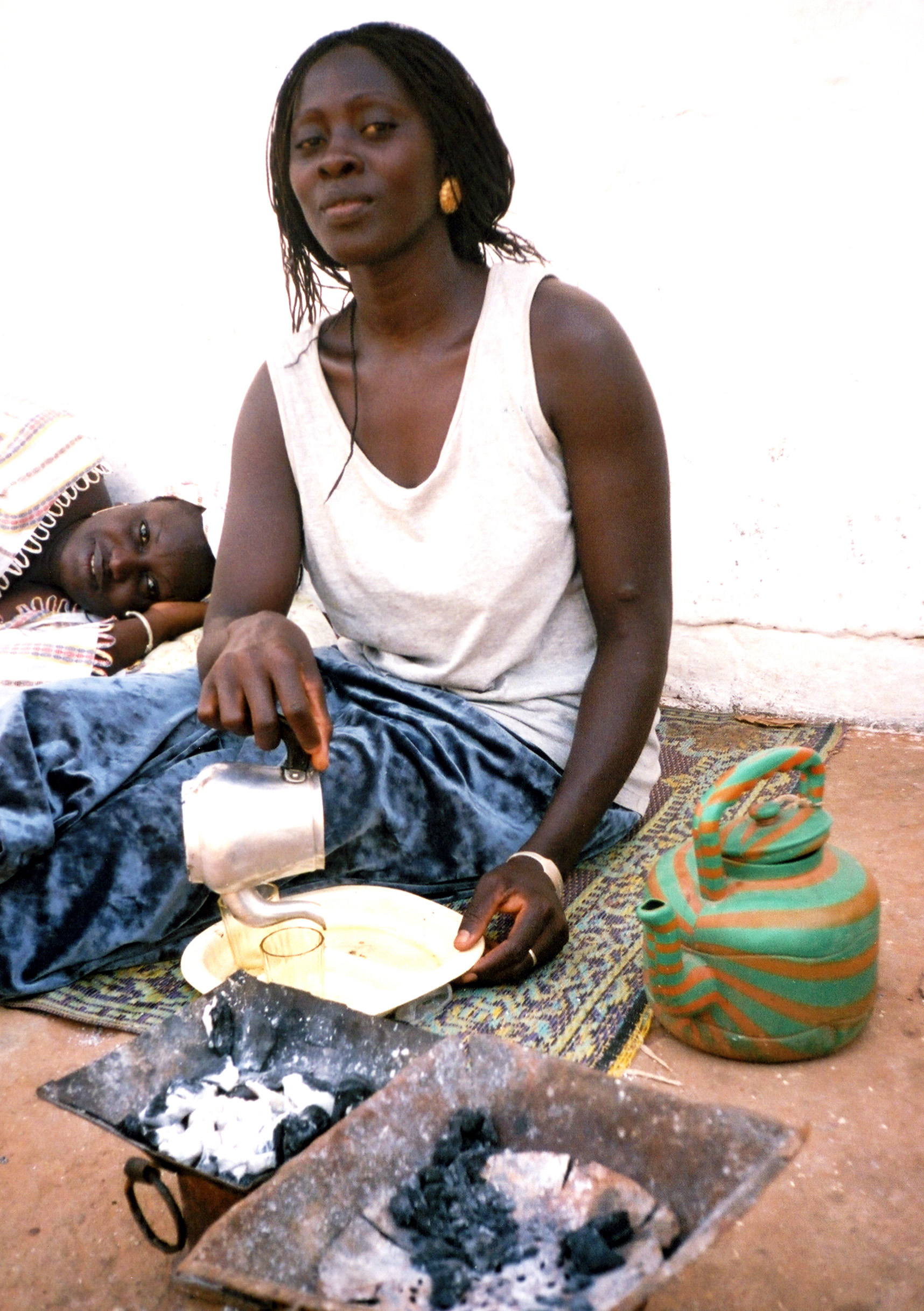
Teezubereitung in Gambia/Westafrika

Ataya, auch Attaya oder Ataaya, ist in mehreren Ländern der westafrikanischen Küstenregion die Bezeichnung für eine Zubereitungsart von Grünem Tee wie auch für den grünen Tee selbst.
Grüner Tee gelangte über die Teeroute von China bis zu den Maghreb-Staaten und über Mauretanien durch den Transsaharahandel bis nach Westafrika. Mit dem Tee verbreitete sich die berberisch-arabische Teekultur Nordwestafrikas auch in den schwarzafrikanischen Ländern Senegal, Gambia, Sierra Leone und Liberia.

## Namen
In Atay ist wie im Deutschen („Tee“) und in weiteren Sprachen der entsprechende chinesische Laut chá oder te enthalten. Die Endung -a dürfte eine regionale Ausspracheerleichterung sein.

## Zubereitung
Beim Einschenken wird der Tee aus einem kleinen Emaille-Kännchen, das vorher auf einem Stövchen erhitzt wurde, aus erhöhter Position (ca. 30 cm) in kleine Glastassen geschüttet. Anschließend wird er in einer schnellen Prozedur in eine zweite Tasse zurück geschüttet und dieser Vorgang wiederholt, bis der Tee schaumig ist. Je häufiger man dieses Verfahren wiederholt, als desto besser gilt der Tee. Dabei kühlt er sich ein wenig ab. Getrunken wird er dann mit sehr viel Zucker und, wenn vorhanden, mit Minz- bzw. Pfefferminzblättern garniert.
Der Tee wird ganztags getrunken, bevorzugt nach dem Essen. Grüner Tee wird auch als Gastgeschenk verwendet.

## Regionale Varianten
In Gambia wird neben Ataya auch eine Spezialität aus Kinkéliba-Blättern zubereitet.